# Népszokások

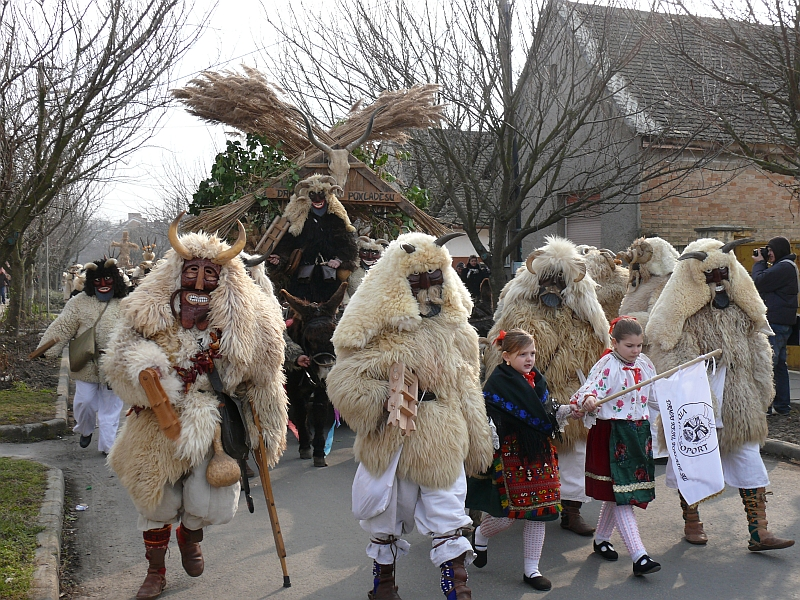
A Busójárás egy évről évre ismétlődő mohácsi farsangi népszokás

A népszokások a leíró néprajz egyik legfontosabb fejezetét alkotják. A hagyományos népszokásokat két csoportba szokás osztani. Az egyikbe az emberi élet három legfőbb momentumához és azok előzményeihez és következményeihez fűződő szokások, a másikba pedig azok a hagyományos szokások tartoznak, amelyek az ún. népies ünnepkör kiemelkedő időpontjain újulnak meg évről évre ismétlődve. Amazok szorosabban családéleti jellegűek, míg emezek már inkább egy egész nép, vagy legalábbis egy törzs társadalmi jelenségei is.

## Családéleti népszokások
A családéleti szokásokat a születés, házasságkötés és halál három fő mozzanata köré csoportosítjuk s ezek sorrendjében a hagyományos keretek közt meglehetős egyöntetűséggel mozgó népélet mindazon jelenségeit letárgyalhatjuk, amelyek e három csúcsponttal többé, kevésbé szoros, vagy akár csak távolabbi vonatkozásban állván, összességükben az emberi élet nemzedékről nemzedékre ismétlődő jelenségeinek szakadatlan láncolatát alkotják.

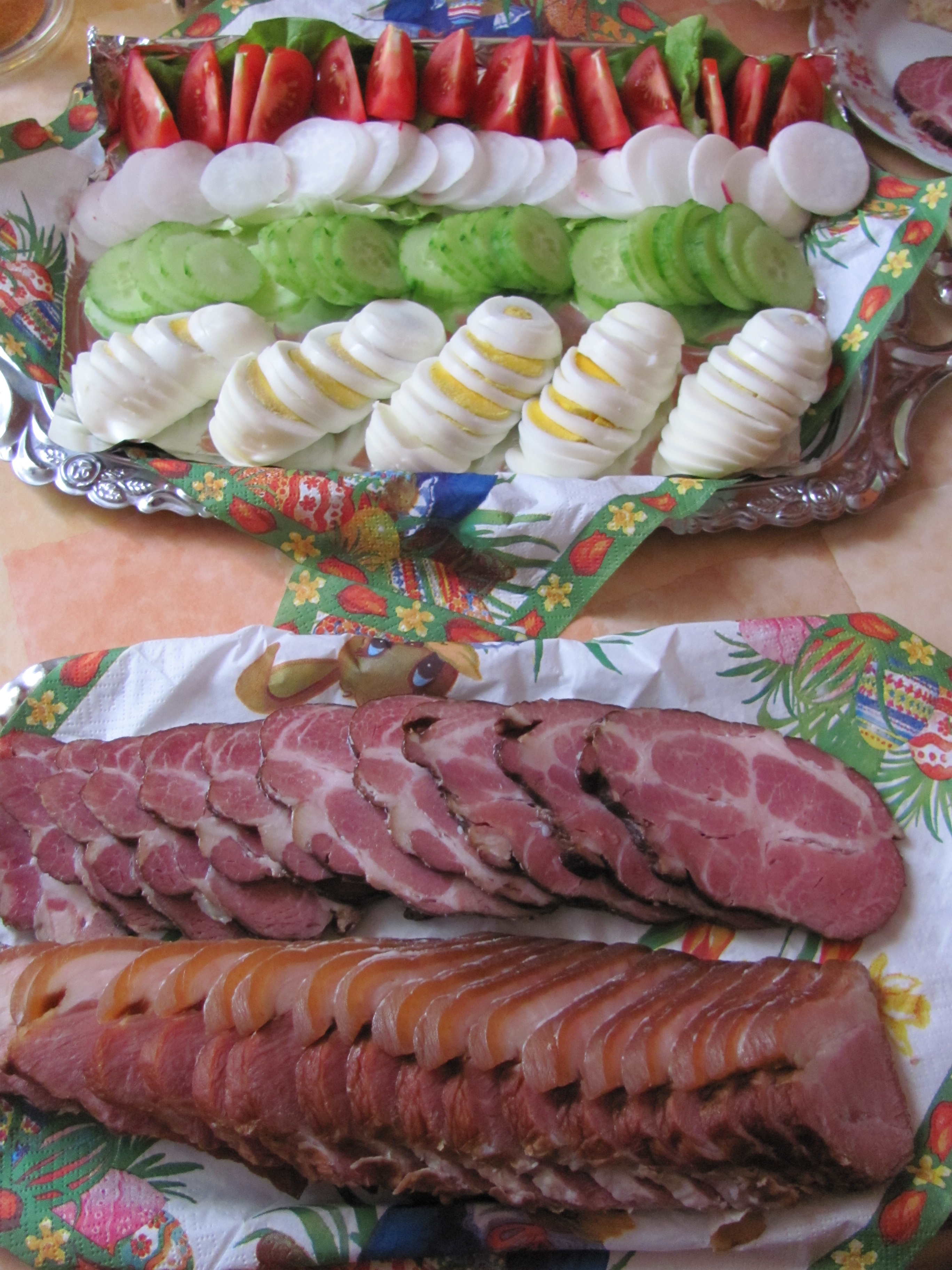
Vendégváró húsvéti reggeli Egerben

A születés első fő fejezetébe oszthatók a fogamzásra, terhességre és szülésre, a gyermekágyra és a csecsemő, valamint a serdülő gyermek ápolására és nevelésére vonatkozó összes szokások és az ezek alapjául szolgáló hiedelmek. Az ifjúkorral mindkét nemre nézve kezdődő szerelmi élet (a népies «udvarlás» összes kísérő jelenségeivel) a második csúcspont, a házasságkötés előzményei sorába tartozik s a lakodalmi szokások tartalmas fejezetében kulminál, amelyet a családalapítás egyéb, anyagi feltételekben gyökerező szokásjogi, vagy gazdasági intézményei egészítenek ki. A halálozás fejezete köré csoportosíthatók végül a népies orvoslás és betegápolás (jórészt csupa kuruzslás) etnológiai nevezetességű adatain kívül főleg a lélekképzet minőségét tanulságosan megvilágító mindazon szokások, amelyek a haldokló és a kiterített halott körül akár tudatos, akár pedig már feledésbe merült jelentéssel ismétlődnek; nemkülönben a temetés meg a halott-kultusz egyéb mozzanatai, amelyek sorába olyan ősi eredetű szokások is tartoznak, amelyek a holtak iránti kegyeletről magasabb kulturális fokon alakult fogalmakkal megütközést keltő ellenkezésben állnak (szellemek, vámpírok stb. )

## Társadalmi népszokások
A népies naptár és ünnepkör sorrendjében évről évre ismétlődő társadalmi népszokások e naptár természetéleti és egyház kettős, de szorosan egybefonódott szálára fűzve leginkább a téli és nyári napfordulat, a tavasz kezdete és az ezzel járó télkiűzés (télkihordás), a nyár bevonulása, az esővarázslás, a gazdasági élet aggasztó és örvendetes jelenségei (aratás, szüret), a termésnek ártó hatalmak ellen való megvédése és biztosítása, a ház és háztáj meg a földek és gyümölcseik, valamint a hasznos házi állatok megáldása stb. fejezetekbe oszthatók. De a szerint, amint a illető nép vagy néptöredék életkörülményei az általános keretben egy vagy más irány felé módosulnak természetesen többet vagy kevesebbet, az említetteken kívül esetleg más sok mást is (vadászati, halászati, pásztorélet, hadviselési, kereskedelmi és ipari, szépművészeti és jogéleti, politikai stb.) szokásokat ölelhetnek fel.

## Magyar népszokások
A hon- és népismeret tartalmazza népünk kulturális örökségére leginkább jellemző sajátosságokat, nemzeti kultúránk nagy múltú elemeit, a magyar néphagyományt.